# Traczyska
Traczyska – osada w Polsce położona w województwie kujawsko-pomorskim, w powiecie brodnickim, w gminie Górzno.
W latach 1975–1998 miejscowość administracyjnie należała do województwa toruńskiego.
W miejscowości zachował się stopień wodny i drewniane zabudowania dawnego młyna.

## Zabytki
Według rejestru zabytków NID na listę zabytków wpisane są:
- zespół młyński, nr rej.: 584 z 24.11.1988:
- młyn szachulcowy, 1905
- dom, 1912.